# Kasem Hoxha
Kasem Hoxha (* 12. August 1968 in Tirana) ist ein deutscher Schauspieler.

## Leben

### Familie und Flucht
Hoxha wurde in der albanischen Hauptstadt Tirana während der kommunistisch-stalinistischen Diktatur unter Enver Hoxha geboren. Er wuchs dort mit seiner Familie als eines von fünf Kindern in ärmlichen Verhältnissen auf und erlebte die Willkür des Hoxha-Regimes. Bereits als Kind wollte Hoxha Schauspieler werden. Im Alter zwischen vier und sechs Jahren lebte Hoxha aus familiären Gründen bei seinen Großeltern und kehrte zum Schulbeginn zu seiner Familie zurück. Sein Vater starb an Lungenkrebs, als Kasem Hoxha noch ein Kind war. Mit 15 Jahren begann er in einer Fabrik zu arbeiten, die Ziegelsteine aus Silikat herstellte, wo er im Dreischichtensystem arbeitete. Nebenbei besuchte er eine Schule für berufstätige junge Männer, die er mit Erfolg abschloss. Seit seinem 16. Lebensjahr beschäftigte er sich auch bewusst mit der politischen Situation Albaniens.
Mit 19 Jahren wurde er zum zweijährigen Militärdienst eingezogen, den er ab 1988 im Norden Albaniens, wo er inmitten der Berge im nördlichsten Teil des Landes stationiert war, ableistete. Wegen seiner Fähigkeiten und seiner Geschicklichkeit im Morsen und Telegrafieren wurde er in der Telegrafenstation eingesetzt. Anfang Juli 1990, direkt nach seiner Entlassung aus dem Militärdienst, schloss er sich einer studentischen Protest- und Widerstandsgruppe an und flüchtete, ohne dass seine Familie von seinen Plänen wusste, als politisch Verfolgter in die Deutsche Botschaft in Tirana, wo er etwa eine Woche, bei hochsommerlichen Temperaturen, teilweise ohne Essen und Getränke sowie ohne gesundheitliche und medizinische Versorgung mit etwa 3000 Mitflüchtlingen, auf engstem Raum ohne sanitäre Anlagen in Isolation von der Außenwelt verblieb. Mit einem von der UNO organisierten Flüchtlingstransport wurde er am 8./9. Juli 1990 in die 40 Kilometer entfernte Hafenstadt Durrës gebracht, wo er mit einer Fähre über die Adria zunächst nach Brindisi, Italien, kam. Mit Zügen ging es dann für ihn weiter über die Schweiz nach Deutschland. Seine erste Station in Deutschland war Regensburg, wo er einen Monat verblieb. Anschließend kam er nach Aschaffenburg.
Seine erste Arbeitsstelle bekam er gemeinsam mit einigen Landsleuten in der Papierfabrik in Aschaffenburg/Damm, wo er zunächst für das Reinigen der Maschinen eingestellt wurde. Später wechselte er innerhalb der Firma zum Papiermacher. 1993 lernte er seine Freundin und spätere Lebensgefährtin kennen, deren Familie ihn in seiner weiteren Entwicklung, insbesondere auch für die Schauspielerei bestärkte. Hoxha absolvierte schließlich eine Ausbildung zum Zahntechniker.

### Ausbildung und Theater
Seinen Berufswunsch, Schauspieler zu werden, verfolgte Hoxha auch während seiner Berufstätigkeit weiter. Von 1999 bis 2002 machte er eine Schauspielausbildung bei der Actor’s Company in Aschaffenburg. Dort absolvierte er bei dem Leiter Torsten Stoll, der später sein Schauspiellehrer wurde und seine Karriere förderte, zunächst ein Schauspielerseminar, um seine künstlerische Eignung für den Beruf festzustellen. 1999 absolvierte er außerdem ein Seminar in Method Acting (Lee Strasberg/Uta Hagen) bei John Costopoulos am Actor’s Studio in New York City.
Von 2000 bis 2004 hatte er bundesweit Theaterengagements. Zu seinen ersten Bühnenrollen gehörte die Rolle des Willy Loman in Tod eines Handlungsreisenden (Regie: Torsten Stoll). 2001 und 2002 gastierte er in zwei Produktionen im „Theater Spessartgrotte“ in Gemünden-Langenprozelten, wo er in der Komödie Die Kaktusblüte (als Norbert und Herr Cochet, Regie: Susanne Frey) und als Wirt in Minna von Barnhelm (Regie: Jurek Makarowski) mit Isabel Mergl als Partnerin zu sehen war. In der Spielzeit 2002/03 spielte er, wieder unter der Regie von Torsten Stoll, im „Erthaltheater“ in Aschaffenburg die Rolle des Killers Tony in Chazz Palminteris Gangsterkomödie Treue.

### Film und Fernsehen
Hoxha arbeitet als Darsteller mittlerweile regelmäßig für Film und Fernsehen. Häufig wird er dabei in Kriminal- und Actionfilmen in der Rolle des Bösewichts und Gangsters eingesetzt.

#### Kino
Seine erste Filmrolle hatte Hoxha, noch während seiner Zeit auf der Schauspielschule, in einem Diplomfilm der Kunsthochschule für Medien Köln (KHM Köln). Bisher war er in etwa 20 deutschen, albanischen und internationalen Kinoproduktionen zu sehen.
In Bijan Benjamins Langfilmdebüt Zelle (2007) spielte er den Bosnier „Sarajevo“, der unter seinen Erlebnissen im Bosnienkrieg leidet. Mit Murat B. – Verloren in Deutschland (2011), in dem Hoxha eine Nebenrolle übernahm, folgte eine weitere Zusammenarbeit mit Bijan Benjamin.
In Schutzengel (2012), mit Til Schweiger als Regisseur und Hauptdarsteller, verkörperte Hoxha, der hierfür vor den Dreharbeiten zusammen mit weiteren Schauspielern eine professionelle, mehrwöchige Waffenausbildung bei Paul Maurice (CIA/Spezialeinheit USA) absolvierte, einen Auftragskiller (Watcher), der schließlich von Schweiger erschossen wird. In Til Schweigers Tragikomödie Honig im Kopf (2014) übernahm er eine Gastrolle als Pyrotechniker.
In dem 2015 beim Internationalen Filmfestival Karlovy Vary uraufgeführten Drama Chromium, in dessen Mittelpunkt eine taubstumme Mutter von zwei Söhnen steht, spielte Hoxha, unter der Regie des albanischen Filmemachers Bujar Alimani, den aufmerksamen und fürsorglichen Liebhaber Kujtim, der der Familie helfen will. Für seine Rolle wurde Hoxha 2016 bei der Albanian Film Week in New York als „Bester Darsteller“ ausgezeichnet.
In der von der griechischen Filmemacherin Maria Lafi in mehreren Handlungssträngen erzählten griechisch-albanischen Ko-Produktion Holy Boom (2018), die im November 2018 beim Tirana International Film Festival lief und bei weiteren Festivals in Spanien, Ägypten, Kanada, Japan und den Vereinigten Staaten gezeigt wurde, spielte Hoxha die Rolle des die illegale albanische Immigrantin und junge Mutter Adia (Luli Bitri) bedrängenden Vladimir.
In dem Liebesdrama Bonnie & Bonnie, das im Juni 2019 auf dem Internationalen Filmfest Emden-Norderney seine Premiere hatte und die Liebe von zwei in Hamburg-Wilhelmsburg lebenden jungen Mädchen schildert, verkörperte Hoxha den konservativen, Familienvater und Patriarchen Abaz, der seine 17-jährige Tochter verheiraten will und nach albanischer Sitte bereits einen Ehemann ausgesucht hat. Im Familiendrama Al-Shafaq – Wenn der Himmel sich spaltet (2019) der türkisch-schweizerischen Regisseurin Esen Işık war er als Hodscha Halit an der Seite des Familienvaters Abdullah (Kida Khodr Ramadan) zu sehen.
2025 arbeitete er mit dem albanischen Regisseur Bujar Alimani an einem Konzept für die Verfilmung der Ereignisse in der deutschen Botschaft in Tirana vom Sommer 1990, die er selber miterlebt hatte.

#### Fernsehen
Seine erste TV-Rolle im deutschen Fernsehen hatte er 2005 in der RTL-Actionserie Alarm für Cobra 11 – Die Autobahnpolizei. Im Wiener Tatort-Krimi Operation Hiob (2010) spielte er, an der Seite von Astrit Alihajdaraj, die Rolle des Dr. Faton Ziu, einen Kosovo-Albaner und Kopf eines Drogensyndikats.
Über den Caster Emrah Ertem erhielt Hoxha nach einem Casting in Berlin die Rolle des Mädchenhändlers Amed, einen Kumpel des Astan-Clans, im ersten Tatort-Krimi Willkommen in Hamburg (Erstausstrahlung März 2013) des Ermittlerduos Nick Tschiller (Til Schweiger) und Yalcin Gümer (Fahri Yardım). Diese Rolle spielte er dann auch im zweiten Tschiller-Fall Tatort: Kopfgeld, diesmal als inhaftierter Astan-Kumpel.
In dem Fernsehfilm Das Attentat – Sarajevo 1914 (2014) spielte er den Polizisten Fritz Stadler. Im Oktober 2015 war Hoxha in der ZDF-Krimireihe Wilsberg in einer Nebenrolle als Diskothekenbesitzer Manu zu sehen.
Seit 2016 gehört Hoxha in der TV-Reihe Der Kroatien-Krimi zum Ermittlerteam um Kommissarin Branka Maric (Neda Rahmanian) und ihrer Nachfolgerin Stascha Novak (Jasmin Gerat). Außerdem spielte er in der Netflix-Dramaserie Skylines (2019) die Rolle des Thanas Kelmendi.
Im 6. Film der Harter-Brocken-Krimireihe mit dem Titel Harter Brocken: Der Waffendeal (2021) spielte Hoxha den Unterweltboss Victor Koslow, ein Mitglied der Berliner Russen-Mafia.
Hoxha hatte außerdem regelmäßig Episoden- und Gastrollen in TV-Serien, u. a. in GSG 9 – Ihr Einsatz ist ihr Leben (2007, als Söldner Dragan), SOKO Wien (2013, als russisch-georgischer Mafioso Ivan Fetissow) und Beck is back! (2018, als verzweifelter Witwer, der Frau und Kind verloren hat und im Gerichtssaal Rache nehmen will, mit Bert Tischendorf als Partner). In der 4. Staffel der ZDF-Serie Professor T. (2020) übernahm Hoxha eine der Episodenhauptrollen als verurteilter Bankräuber Timo Jacobs, der unter Verdacht gerät, die Kölner Kriminaldirektorin Christina Fehrmann ermordet zu haben. In der 10. Staffel der ZDF-Krimiserie Ein Fall für zwei (2024) war Hoxha in einer Episodenhauptrolle als Türsteher und verurteilter Totschläger Mike Thorak zu sehen.

### Privates
Im August 2015 unterstützte Hoxha seinen Freund und Schauspielerkollegen Til Schweiger, als über diesen anlässlich des geplanten Baus eines Flüchtlingsheims ein Shitstorm auf Facebook und im Internet niederging. In einer E-Mail an Schweiger, die dieser dann veröffentlichte, berichtete Hoxha in bewegenden Worten von seiner eigenen Flucht und gab Schweiger Rückendeckung für dessen Pläne.
Hoxha lebt in Köln.

## Filmografie (Auswahl)
- 2000: Hast Du ein Dach über dem Kopf und darunter einen Vogel? (Diplomfilm)
- 2005: Alarm für Cobra 11 – Die Autobahnpolizei (Fernsehserie, Folge: Der Kommissar)
- 2005: Lucky Punch (Kurzfilm)
- 2007: GSG 9 – Ihr Einsatz ist ihr Leben (Fernsehserie, Folge: Niemandsland)
- 2007: Zelle (Kinofilm)
- 2009: Notruf Hafenkante (Fernsehserie, Folge: Das Versprechen)
- 2009: Alive! (Kinofilm)
- 2010: Wir müssen reden! (Fernsehserie, Folge: Rollentausch)
- 2010: Ein Fall für zwei (Fernsehserie, Folge: Schöner Schein)
- 2010: SOKO Wien (Fernsehserie, Folge: Heartbreaker)
- 2010: Tatort: Operation Hiob (Fernsehreihe)
- 2011: Murat B. – Verloren in Deutschland (Kinofilm)
- 2012: Brüder (Kurzfilm)
- 2012: Schutzengel (Kinofilm)
- 2013: SOKO Wien (Fernsehserie, Folge: Schöne neue Welt)
- 2013: Tatort: Willkommen in Hamburg (Fernsehreihe)
- 2014: Nicht mein Tag (Kinofilm)
- 2014: Das Attentat – Sarajevo 1914 (Fernsehfilm)
- 2014: Heiter bis tödlich: Koslowski & Haferkamp (Fernsehserie, Folge: Fliegende Fäuste)
- 2014: Tatort: Kopfgeld (Fernsehreihe)
- 2014: Honig im Kopf (Kinofilm)
- 2015: Chromium (Krom, Kinofilm)
- 2015: Wilsberg – 48 Stunden (Fernsehreihe)
- 2016: Das Programm (Fernsehfilm)
- seit 2016: Der Kroatien-Krimi (Fernsehreihe, → siehe Besetzung)
- 2016: Unsere Zeit ist jetzt
- 2017: Toter Winkel (Fernsehfilm)
- 2018: Holy Boom (Kinofilm)
- 2018: SOKO Köln (Fernsehserie, Folge: Rocky)
- 2019: Beck is back! (Fernsehserie, Folge: Endstation)
- 2019: Alte Bande (Fernsehfilm)
- 2019: Skylines (Fernsehserie, Folge: Angel or Devil)
- 2019: Bonnie & Bonnie (Kinofilm)
- 2019: Al-Shafaq – Wenn der Himmel sich spaltet (Kinofilm)
- 2020: Professor T. (Fernsehserie, Folge: Christina)
- 2021: Harter Brocken: Der Waffendeal (Fernsehreihe)
- 2021: Luanas Schwur (Kinofilm)
- 2023: Tatort: Vergebung (Fernsehreihe)
- 2024: Tatort: Was bleibt (Fernsehreihe)
- 2024: Tatort: Pyramide (Fernsehreihe)
- 2024: Ein Fall für zwei (Fernsehserie, Folge: Entzweit)
- 2024: A Better Place (Fernsehserie)
- 2024: Maxton Hall – Die Welt zwischen uns (Fernsehserie, 2 Folgen)
- 2025: Tatort: Abstellgleis (Fernsehreihe)